# San Baltazar Temaxcalac
San Baltazar Temaxcalac, es una localidad del municipio de San Martín Texmelucan, Puebla. Su nombre significa "lugar lleno de temazcales". Su principal actividad económica es la agrícola. Tiene una distancia a la cabecera municipal de 2.7 kilómetros.

## Colindancias
- Norte: San Martín Texmelucan
- Este: Santa María Moyotzingo
- Sur: Santa María Moyotzingo y San Francisco Tepeyecac
- Oeste: San Francisco Tepeyecac